# Коуба, Петр
Петр Ко́уба (чеш. Petr Kouba, родился 28 января 1969 в Праге) — чехословацкий и чешский футболист, вице-чемпион Европы 1996 года.

## Карьера

### Клубная
Начинал карьеру в клубах «Богемианс» и «Славой-Вышеград», играя в дублирующих составах. В 1988 году дебютировал в основном составе клуба «Богемианс», в начале 1991 года был замечен скаутами из «Спарты» и вскоре перешёл туда. В «Спарте» Коуба провёл 152 игры и забил один гол с пенальти в матче сезона 1994/95 против «Ческе-Будеёвице». В 1993 году его даже признали футболистом года в стране.
После чемпионата Европы в 1996 году он перешёл в «Депортиво Ла-Корунья» за сумму, эквивалентную 1,6 млн. евро, но не закрепился в клубе, проведя только 4 игры. Основным же вратарём «Депортиво» стал Жак Сонго’о. Перед сезоном 1997/98 года его приобрёл «Кайзерслаутерн», однако на Коубу обрушились несколько несчастий: он получил травму и выбыл на долгое время, а затем его дисквалифицировали на месяц за употребление запрещённых препаратов. В 1998 году он вернулся на родину в «Викторию Жижков», где провёл 23 игры. Через год он снова отправился в Ла-Корунью, но отыграл там всего два матча. В 2001 году он отправился бесплатно в «Яблонец 97», чьи ворота он защищал в 19 играх. Завершил карьеру в пражской «Спарте» летом 2005 после трёх травм подряд.

### В сборной
В сборной он провёл 40 игр (как за Чехословакию, так и за Чехию). Выступал на чемпионате Европы 1996 года, где стал серебряным призёром. Вклад Коубы в награды был весьма весом: в полуфинальной серии пенальти с Францией Коуба взял удар Рейнальда Педроса. Однако там же Коуба отметился как минимум двумя вратарскими ошибками. Во-первых, в матче группового этапа против России он пропустил курьёзный гол от Владимира Бесчастных: российский форвард пробил метров с 30 (из-за пределов штрафной) и застал Коубу врасплох. Россия вышла вперёд 3:2, однако через несколько минут Владимир Шмицер сравнял счёт. В интервью журналистов российской газеты «Спорт-Экспресс» на пресс-конференции Коуба сказал, что после этого гола готов был провалиться сквозь землю. Во-вторых, в финальном матче чемпионата Европы 1996 года против Германии Коуба фактически оставил чехов без чемпионского титула: после удара Оливера Бирхоффа Коуба выбил мяч прямо в собственные ворота, который ещё успел попрыгать перед вратарём и только потом закатился в угол ворот сборной Чехии. Эта ошибка стала ударом для вратаря, вследствие чего он не закрепился ни в «Кайзерслаутерне», ни в «Депортиво».

## Статистика выступлений за сборную
| Матчи Петра Коубы за сборную Чехии | Матчи Петра Коубы за сборную Чехии | Матчи Петра Коубы за сборную Чехии | Матчи Петра Коубы за сборную Чехии | Матчи Петра Коубы за сборную Чехии | Матчи Петра Коубы за сборную Чехии | Матчи Петра Коубы за сборную Чехии |
| ---------------------------------- | ---------------------------------- | ---------------------------------- | ---------------------------------- | ---------------------------------- | ---------------------------------- | ---------------------------------- |
| №                                  | Дата                               | Оппонент                           | Счёт                               | Голы                               | Соревнование                       |                                    |
| 1                                  | 20 апреля 1994                     | Швейцария                          | 0 : 3                              | -3                                 | Товарищеский матч                  |                                    |
| 2                                  | 25 мая 1994                        | Литва                              | 5 : 3                              | -                                  | Товарищеский матч                  |                                    |
| 3                                  | 5 июня 1994                        | Ирландия                           | 3 : 1                              | -1                                 | Товарищеский матч                  |                                    |
| 4                                  | 17 августа 1994                    | Франция                            | 2 : 2                              | -2                                 | Товарищеский матч                  |                                    |
| 5                                  | 6 сентября 1994                    | Мальта                             | 6 : 1                              | -1                                 | Отборочный матч ЧЕ 1996            |                                    |
| 6                                  | 8 марта 1995                       | Финляндия                          | 4 : 1                              | -1                                 | Товарищеский матч                  |                                    |
| 7                                  | 26 апреля 1995                     | Нидерланды                         | 3 : 1                              | -1                                 | Отборочный матч ЧЕ 1996            |                                    |
| 8                                  | 8 мая 1995                         | Словакия                           | 1 : 1                              | -1                                 | Товарищеский матч                  |                                    |
| 9                                  | 7 июня 1995                        | Люксембург                         | 0 : 1                              | -1                                 | Отборочный матч ЧЕ 1996            |                                    |
| 10                                 | 16 августа 1995                    | Норвегия                           | 1 : 1                              | -1                                 | Отборочный матч ЧЕ 1996            |                                    |
| 11                                 | 6 сентября 1995                    | Норвегия                           | 2 : 0                              | -                                  | Отборочный матч ЧЕ 1996            |                                    |
| 12                                 | 7 октября 1995                     | Беларусь                           | 2 : 0                              | -                                  | Отборочный матч ЧЕ 1996            |                                    |
| 13                                 | 15 ноября 1995                     | Люксембург                         | 3 : 0                              | -                                  | Отборочный матч ЧЕ 1996            |                                    |
| 14                                 | 26 марта 1996                      | Турция                             | 3 : 0                              | -                                  | Товарищеский матч                  |                                    |
| 15                                 | 24 апреля 1996                     | Ирландия                           | 2 : 0                              | -                                  | Товарищеский матч                  |                                    |
| 16                                 | 1 июня 1996                        | Швейцария                          | 2 : 1                              | -1                                 | Товарищеский матч                  |                                    |
| 17                                 | 9 июня 1996                        | Германия                           | 0 : 2                              | -2                                 | ЧЕ 1996. Групповая стадия          |                                    |
| 18                                 | 14 июня 1996                       | Италия                             | 2 : 1                              | -1                                 | ЧЕ 1996. Групповая стадия          |                                    |
| 19                                 | 19 июня 1996                       | Россия                             | 3 : 3                              | -3                                 | ЧЕ 1996. Групповая стадия          |                                    |
| 20                                 | 23 июня 1996                       | Португалия                         | 1 : 0                              | -                                  | ЧЕ 1996. 1/4 финала                |                                    |
| 21                                 | 26 июня 1996                       | Франция                            | 0 : 0 (6:5 пен.)                   | -                                  | ЧЕ 1996. 1/2 финала                |                                    |
| 22                                 | 30 июня 1996                       | Германия                           | 1 : 2                              | -2                                 | ЧЕ 1996. Финал                     |                                    |
| 23                                 | 4 сентября 1996                    | Исландия                           | 2 : 1                              | -1                                 | Товарищеский матч                  |                                    |
| 24                                 | 12 декабря 1996                    | Хорватия                           | 1 : 1                              | -1                                 | Товарищеский турнир                |                                    |
| 25                                 | 26 февраля 1997                    | Беларусь                           | 4 : 1                              | -1                                 | Товарищеский матч                  |                                    |
| 26                                 | 18 ноября 1998                     | Англия                             | 0 : 2                              | -2                                 | Товарищеский матч                  |                                    |

## Личная жизнь
Его отец, Павел Коуба также был вратарём и играл за сборную Чехословакии на чемпионате мира 1962.